# Zbigniew Żarnowiecki
Zbigniew Żarnowiecki (ur. 15 kwietnia 1927 w Przemyślu) – polski wioślarz, inżynier, olimpijczyk z Helsinek 1952.
Syn Romualda i Antoniny z d. Woźniak. Ojciec służył w 26 Pułku Piechoty Wojska Polskiego, po wojnie spotkali się w Trzebnicy. Zbigniew w 1943 wstąpił do AK, służył w 3 Pułku Piechoty Legionów, brał udział w Akcji "Burza". Działał w Stowarzyszeniu Polskich Kombatantów Weteranów Walk o Niepodległość 1919-1956 im. gen. Stefana "Grota" Roweckiego, w latach 2012-2019 był przewodniczącym zarządu głównego Stowarzyszenia. Wycofał się z działalności w Stowarzyszeniu ze względu na chorobę.
Zawodnik AZS Wrocław w latach 1946-1952. Był siedmiokrotnym mistrzem Polski. Zdobył srebrny medal na Akademickich Mistrzostwach Świata w 1951 r. w dwójce bez sternika.
Na igrzyskach olimpijskich w 1952 r. startując w czwórce bez sternika zajął 5. miejsce.
Po ukończeniu studiów rozpoczął pracę w kombinacie "BUMAR-Łabędy", jednocześnie będąc instruktorem wioślarskim i działaczem sportowym. Odznaczony Krzyżem Kawalerskim Orderu Odrodzenia Polski.